# Élection du Conseil de sécurité des Nations unies de 2013
La 69e élection du Conseil de sécurité des Nations unies a eu lieu le 17 octobre 2013 pendant la 68e session de l’Assemblée générale des Nations unies au siège des Nations unies à New York. Cette élection consistait en le renouvellement de cinq des dix sièges non permanents du Conseil, les nouveaux membres étant élus pour un mandat de deux ans commençant le 1er janvier 2014 et s'achevant le 31 décembre 2015. Les cinq sièges permanents, comme l'indique leur dénomination, ne sont pas concernés par cette élection.

## Règles
Cinq États membres de l'Organisation des Nations unies sont élus pour un mandat de deux ans démarrant le 1er janvier 2014. L'élection commence, comme chaque année, le 16 octobre de l'année précédente et continue dans chaque groupe jusqu'à ce qu'une majorité des deux tiers soit atteinte.

### Répartition des sièges à pourvoir
2014 étant une année paire, les cinq sièges à élire sont répartis comme suit :
- 2 sièges pour le groupe des États d’Afrique,
- 1 siège pour le groupe des États d’Amérique latine et des Caraïbes,
- 1 siège pour le groupe des États d’Asie-Pacifique, dont 1 « siège arabe »[N 1],
- 1 siège pour le groupe des États d’Europe orientale.

## Candidats

### Afrique
- Gambie[1] – Retiré[2]
- Nigeria[1],[3]
- Tchad[1],[3]

### Amérique latine et les Caraïbes
- Chili[1],[3],[4]

### Asie-Pacifique
- Arabie saoudite[1],[3],[5] – Retiré après leur élection[6]
- Jordanie - candidat élu le 6 décembre 2013 après le retrait de l'Arabie saoudite[7].

### Europe de l’Est
- Géorgie[3] – Retiré le 30 avril 2013 pour raisons diplomatiques et financières[8]
- Lituanie[1],[3],[9]